# 워드 미첨
워드 미첨(영어: Ward Meachum)은 마블 코믹스의 캐릭터이다. 아이언 피스트의 주변인물로, 해럴드 미첨의 동생이며 조이 미첨의 삼촌이다. 1974년 11월 《마블  프리미어》 19호에 처음 등장했고, 더그 먼치와 래리 하마가 공동 창작하였다.

## 담당 배우

### TV 드라마
- 아이언 피스트(2017) - 톰 펠프리